# Ōki, Fukuoka
Ōki (japanska: 大木町?, Ōki-machi) är en landskommun (köping) i Fukuoka prefektur i Japan. 